# 이와이정 (지바현)
이와이정(岩井町)은 지바현 아와군에 존재했던 정이다. 현재의 미나미보소시 북서부에 해당한다.
1889년에 정촌제 시행과 함께 이와이촌이 성립하여 (처음엔 헤이군 소속이였음), 1928년에 정으로 승격되었다, 쇼와의 대합병으로 도미야마정의 일부가 되어 폐지되었다.

## 역사
- 1889년 4월 1일 - 정촌제 시행에 의해 헤이군 이와이촌이 성립하였다.
- 1897년 4월 1일 - 헤이군이 폐지되어 아와군이 되었다.
- 1928년 11월 10일 - 정으로 승격해 이와이정이 성립하였다.
- 1955년 2월 11일 - 헤구리촌과 합병해 도미야마정이 신설되어, 동일 이와이정은 폐지되었다.

## 교통

### 철도
- 국철 (→ JR동일본)
  - 우치보선

### 도로
- 국도 제127호선

## 관련링크
- 千葉県安房郡岩井村 (12B0020005) - 歴史的行政区域データセットβ版
- 千葉県安房郡岩井町 (12B0020006) - 歴史的行政区域データセットβ版